# Нидэльва (река, впадает в Северное море)
Нидэльва (норв. Nidelva) — река в Норвегии. Длина — 210 километров. Площадь бассейна около 4000 км².
Средний расход воды — 110 м³/с-123 м³/с.
Образуется в результате слияния рек Ниссерэльва и Фюресдалсона. В среднем течении образует озеро Нелёуг. Впадает в пролив Скагеррак Северного моря около Арендала. Река активно используется в качестве источника энергии, на ней расположено 16 гидроэлектростанций. Недалеко от устья расположена ГЭС Рюгене.
В низовьях водится лосось и кумжа, кроме того встречаются речной угорь, речной окунь, трёхиглая колюшка, речная камбала и морская минога, были интродуцированы американская палия, линь, обыкновенная плотва и щука. В 1970-х годах из-за понижения pH (кислотности воды) в реке перестал встречаться лосось. В начале XXI века качество воды стало улучшаться, предпринимаются усилия по восстановлению популяции лосося.